# Reinhard Kager

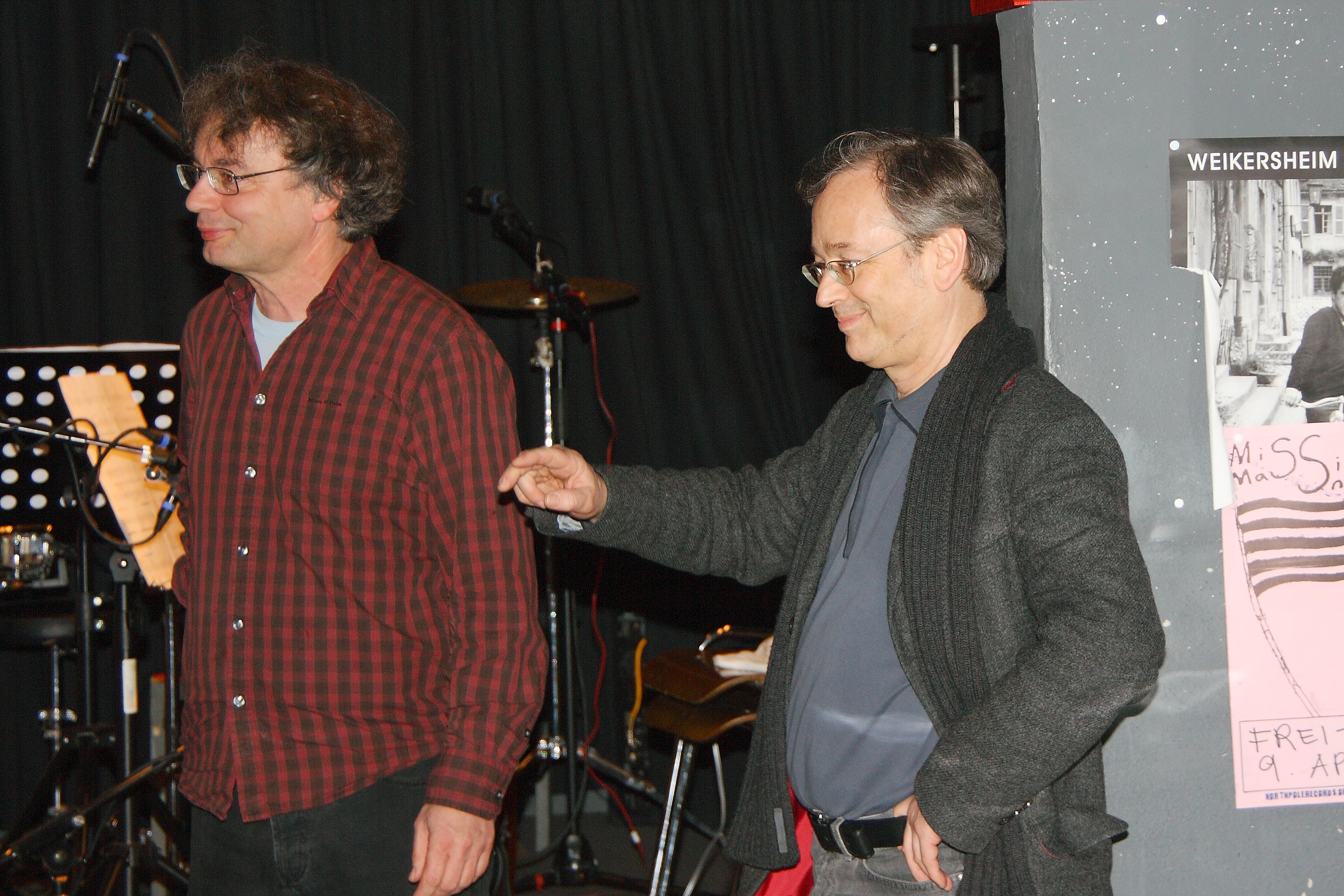
Reinhard Kager (r) und Norbert Bach (l) moderieren eine Veranstaltung der Reihe „Now Jazz“ des SWR2 im Club W71, 2010.

Reinhard Kager (* 2. April 1954 in Graz) ist ein österreichischer Philosoph, Journalist und Musikveranstalter, der auch als Musikproduzent tätig war.

## Karriere
Kager studierte ab 1973 Philosophie, Soziologie und Musik an der Karl-Franzens-Universität und an der Kunstuniversität Graz. Seit 1986 war er als Universitätslektor am Philosophischen Institut der Universität Graz tätig und lehrte Ästhetische Theorie, Kunstsoziologie und Medientheorie. Mit seinem Buch Herrschaft und Versöhnung (1988) verfasste er eine Einführung in das Denken Theodor W. Adornos. Von 1995 bis 1998 forschte er, gefördert durch ein APART-Stipendium der Österreichischen Akademie der Wissenschaften, zum Thema „Musik zwischen Tradition und Fortschritt“.
Zwischen 1994 und 2002 wirkte er zudem in Wien als freier Journalist mit dem Schwerpunkt Musik und Theater für zahlreiche Rundfunkanstalten der ARD und als Korrespondent der Feuilletonredaktion der Frankfurter Allgemeinen Zeitung. Von 2002 bis 2012 leitete er die Jazzredaktion des Südwestrundfunks; dort war er verantwortlich für das Improvisationsprogramm auf den Donaueschinger Musiktagen und für das SWR New Jazz Meeting. Sein besonderes Augenmerk lag dabei auf innovativen Tendenzen der frei improvisierten Musik und auf Experimenten der neuen Elektronik-Szene. Er produzierte mehr als 30 Alben.
Seit Juli 2012 lebt Kager wieder als freier Schriftsteller in Wien. Dort arbeitet er als Korrespondent für die Frankfurter Allgemeine Zeitung, die Zeitschrift Opernwelt und die Neue Musikzeitung, für den ORF und zahlreiche Rundfunkanstalten der ARD.
Im Oktober 2018 übernahm Kager die künstlerische Leitung des Tiroler Festivals Klangspuren und programmierte den ersten Zyklus von Veranstaltungen im September 2019.